# Kerberos

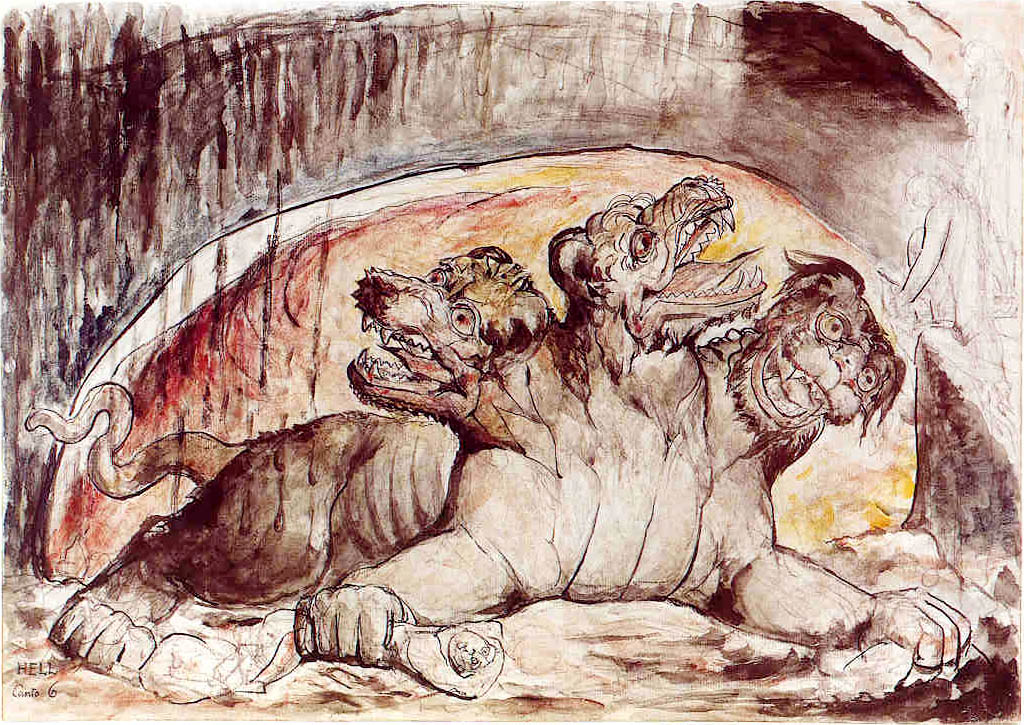
Kerberos, hình bởi William Blake

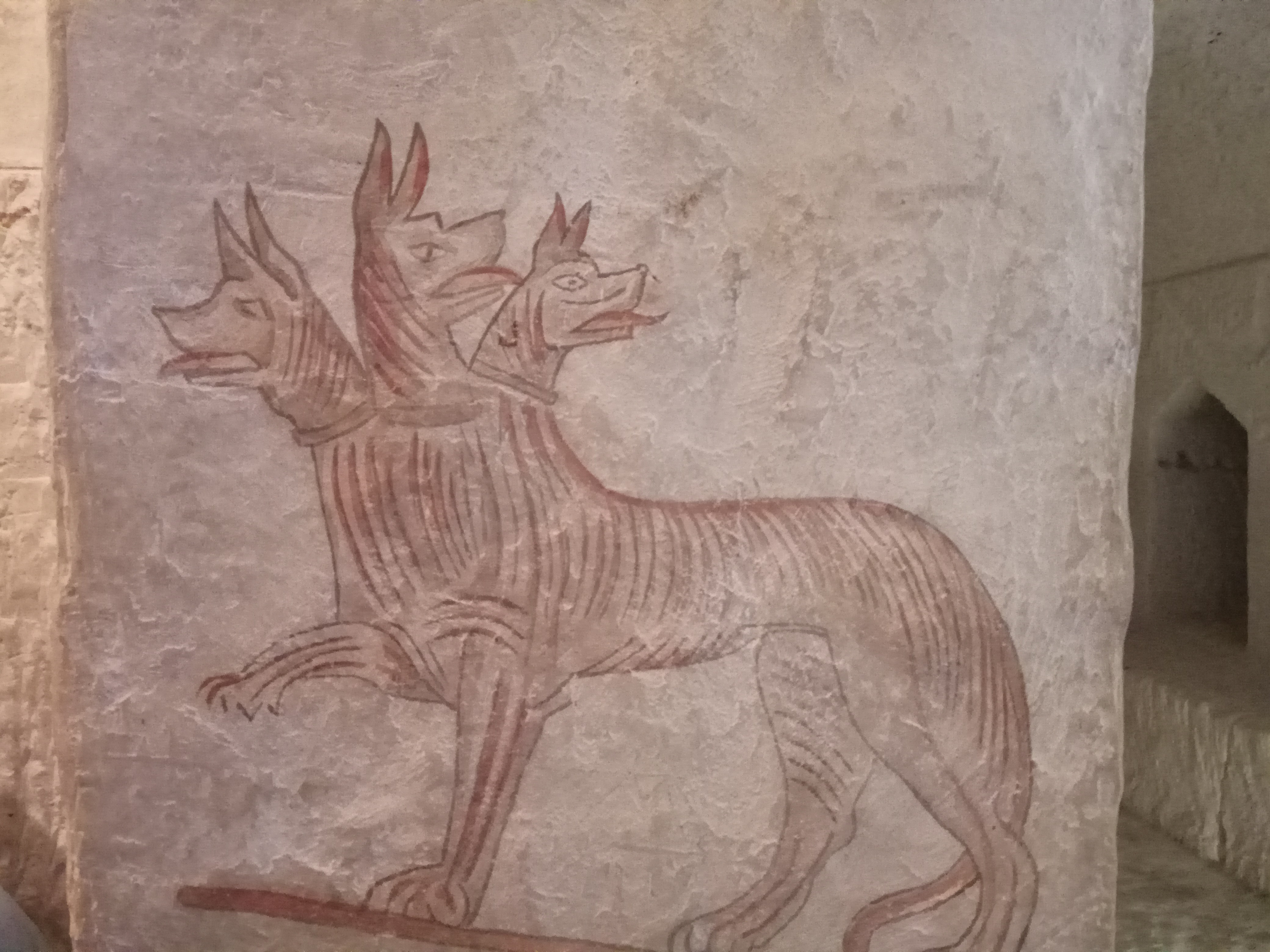
Hình vẽ trong hang mộ cổ đại

Trong thần thoại Hy Lạp. Kerberos (tiếng Hy Lạp Κέρβερος, Kérberos) hay Cerberus (trong tiếng Anh) hoặc Sürbürǔs, là con chó săn ba đầu của Hades, với cái đuôi rắn, là con vật canh giữ ở cổng địa ngục. Ngoài ra, cũng có con vật canh cửa địa ngục khác như Orthrus, người anh em hai đầu của nó. Kerberos giữ cổng cho Hades và đảm bảo chỉ có linh hồn người đã chết mới được vào, và ngăn không cho bất kỳ ai ra. Hắn là con thứ 2, ngoài Chimera và Hydra. Hắn được sinh bởi Echidna và Typhon. Trong lòng địa ngục, hắn vẫn có một ao ước là có được một cái đầu người. Điều đó chứng tỏ Kerberos có nhiều nhân tính chứ không phải là thú vật.
Kerberos được cho xuất hiện khá nhiều lần, thường là trong các truyện về giải cứu thần linh hay siêu anh hùng. Một vài đặc điểm:
- Hercules bắt Kerberos, một trong mười hai kỳ công của anh ta.
- Orpheus sử dụng âm nhạc của anh ta để khiến Kerberos ngủ.
- Hermes khiến hắn ngủ bằng cách rưới lên bằng nước từ dòng sông Lethe.
- Trong Thần thoại La Mã, Phù thủy Cumae khiến Kerberos ngủ bằng cách đưa bánh cho Aeneas để được cấp giấy phép quyền vào địa ngục.
- Trong cổ tích La mã, Psyche cũng khiến Kerberos ngủ bằng cách đầu độc trong bánh.

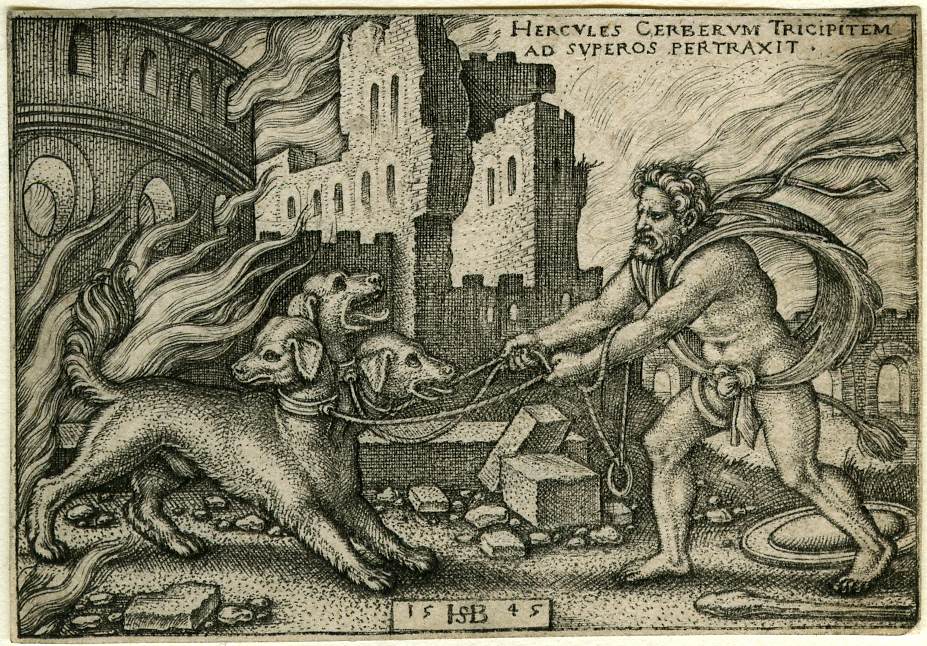
Hercules bắt Kerberos, Chạm khắc bởi Sebald Beham (1540)
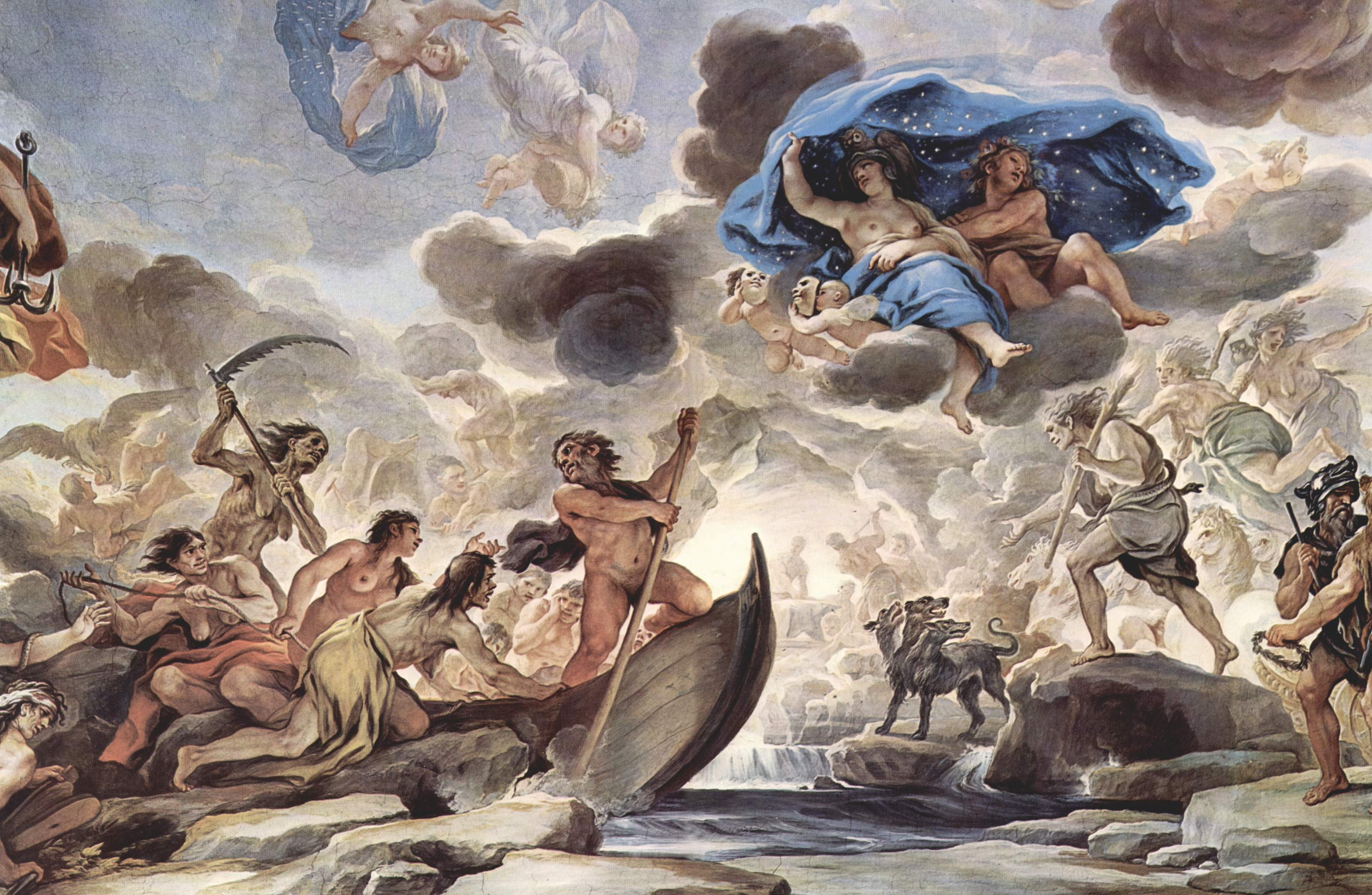
Fresco of Cerberus và Charon ở sông Styx, bởi Luca Giordano (thế kỷ 17.)
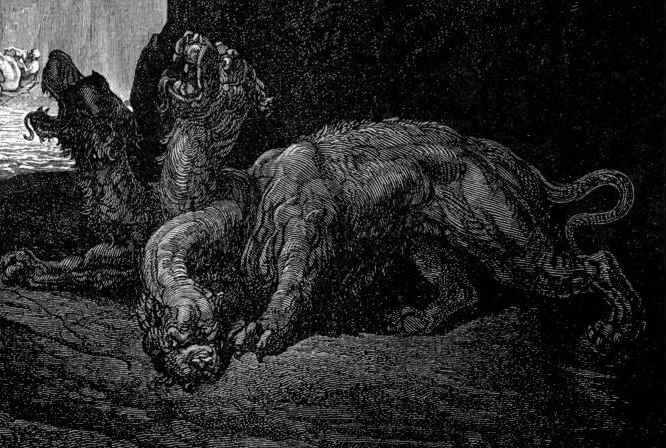
Kerberos, Chạm khắc bởi Gustave Doré (thế kỷ 19.)
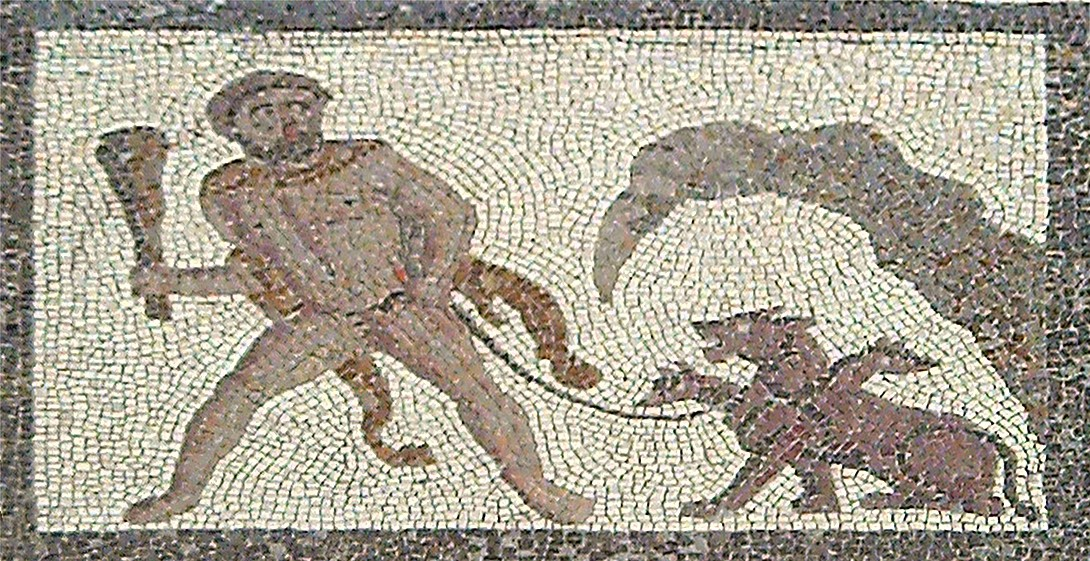
Heracles và Kerberos.